# Invariant Random Subgroup
Invariant Random Subgroup (IRS) ist ein Begriff aus der Mathematik. Diese Terminologie wurde von Abért, Glasner und Virág in einer 2014 erschienenen Arbeit eingeführt.

## Definition
Sei {\displaystyle G} eine topologische Gruppe, {\displaystyle Sub(G)} der Raum der abgeschlossenen Untergruppen mit der Chabauty-Topologie. Eine invariant random subgroup ist ein Borelsches Wahrscheinlichkeitsmaß auf {\displaystyle Sub(G)}, dass unter der Konjugationswirkung von {\displaystyle G} auf {\displaystyle Sub(G)} invariant ist.
Der Raum aller solchen Maße mit der schwachen Topologie wird mit {\displaystyle IRS(G)} bezeichnet.

## Beispiele
- Wenn {\displaystyle N} ein Normalteiler ist, ist das Dirac-Maß {\displaystyle \delta _{N}} eine IRS.
- Wenn {\displaystyle \Gamma \subset G} ein Gitter ist, erhält man mittels der Abbildung {\displaystyle \Gamma g\in \Gamma \backslash G\to g^{-1}\Gamma g\in Sub(G)} durch Push-Forward des auf {\displaystyle \Gamma \subset G} auf Volumen {\displaystyle 1} normierten Haar-Maßes eine IRS auf {\displaystyle G}, die mit {\displaystyle \mu _{\Gamma }} bezeichnet wird.

## Zusammenhang mit Benjamini-Schramm-Konvergenz
Sei {\displaystyle G} eine zusammenhängende, halbeinfache Lie-Gruppe ohne kompakten Faktor und mit trivialem Zentrum, sei {\displaystyle K\subset G} eine maximal kompakte Untergruppe und {\displaystyle X=G/K} der symmetrische Raum.
Dann sind für eine Folge von Gittern {\displaystyle \Gamma _{n}\subset G} äquivalent:
- Die Folge {\displaystyle \Gamma _{n}\backslash X} BS-konvergiert gegen {\displaystyle X}.
- Die Folge {\displaystyle \mu _{\Gamma _{n}}} konvergiert in {\displaystyle IRS(G)} gegen das Dirac-Maß auf der trivialen Untergruppe {\displaystyle \left\{1\right\}}.

## IRS in Lie-Gruppen
Sei {\displaystyle G} eine nicht-kompakte, einfache Lie-Gruppe mit trivialem Zentrum und {\displaystyle rank_{\mathbb {R} }(G)\geq 2}. Dann folgt aus dem Satz von Nevo-Stuck-Zimmer, dass alle IRS entweder {\displaystyle \mu _{\Gamma }} für ein Gitter {\displaystyle \Gamma } oder {\displaystyle \mu _{id}} oder {\displaystyle \mu _{G}} sind.
Dagegen gibt es für nicht-kompakte, einfache Lie-Gruppen mit trivialem Zentrum und {\displaystyle rank_{\mathbb {R} }(G)=1} zahlreiche „exotische“ IRS.